# Ligne 13 du tramway de Genève
Pour les articles homonymes, voir Ligne 13.
La ligne 13 du tramway de Genève est une ancienne ligne diamétrale exploitée par les Transports publics genevois (TPG) entre 1995 et 2011. Elle desservait, via Carouge, plusieurs quartiers de Genève et quelques communes de l'agglomération. Les terminus étaient à Nations et aux Palettes, sur la commune de Lancy.
La ligne sera remise en service en 2028, sur le trajet transfrontalier entre Bernex, Vailly et Ferney, P+R, avec des terminus intermédiaires à Onex, Bandol et Grand-Saconnex, P+R.

## Histoire

### La précédente ligne 13
L'indice est utilisé pour la première fois en 1889 par la ligne de tramway Genève-Saint-Julien-en-Genevois, qui fusionne en 1925 avec la ligne 12, puis reprend en 1938 son indépendance sous la forme d'une ligne d'autobus, la D.

### La ligne 13 contemporaine
La ligne 13 contemporaine est inaugurée le 27 mai 1995 et est mise en service le lendemain entre Gare Cornavin et Bachet-de-Pesay, avec une course sur deux limitée aux Augustins ; elle est ainsi la première ligne de tramway crée à Genève depuis la vague de suppression des années 1950 et 60. Elle est aussi la première ligne à inaugurer les Duewag-Vevey DAV à 3 caisses (Be 4/8), issue de la transformation des Be 4/6 à 2 caisses. Elle emprunte un tronçon nouvellement créé entre la gare et Plainpalais, puis emprunte les voies de la ligne 12.
Le 29 septembre 1996, première modification avec l'abandon des services partiels puis le 28 juin 1997 elle est prolongée aux Palettes. Le 13 décembre 2003 elle est prolongée de la gare jusqu'à Nations. 
À la veille du remaniement du réseau TPG du 11 décembre 2011, la ligne reliait donc Nations à Palettes. Cette restructuration, impliquant la réduction du nombre de lignes de tramway par la suppression des troncs communs et l'application de la logique d'une ligne par axe, afin de décongestionner le réseau, a vu la ligne 13 disparaître au profit des lignes 12 entre Plainpalais et Palettes et 15 entre Plainpalais et Nations,.
La suppression de la ligne 13 s'est avérée particulièrement impopulaire auprès de la population carougeoise, privée d'une ligne directe vers Cornavin. Après un an et demi de demandes de restauration de la ligne et une tentative de combler cette disparition par la ligne de bus 27 qui peine à convaincre, il est annoncé en septembre 2013 que la ligne 18 sera prolongée au Rondeau de Carouge. Ce prolongement a eu lieu le 28 juin 2014 et par conséquent, la ligne 27 a été supprimée.

### La future ligne 13
La ligne 13 sera remise en service afin de desservir le nouveau tronçon de 5,5 km entre Nations et Ferney-Voltaire, qui comporte six nouvelles stations initialement annoncées comme une extension de la ligne 15,.

Cette extension est en lien avec la construction de la nouvelle route des Nations, un tunnel sous le Grand-Saconnex qui reliera l'autoroute A1 au quartier des Nations, dont la mise en service prévue en 2022 est un prérequis obligatoire au prolongement du tramway, prévu quant à lui pour 2024,. Ce lien obligatoire est notamment contesté pour les élus écologistes du canton, opposés au projet de route, qui demandent en 2015 de découpler les deux projets afin d'accélérer la réalisation du tram, estimé à 78 millions de francs suisses. En avril 2017, la Commission des transports du Grand Conseil du canton de Genève confirme que la ligne ne pourra être étendue qu'après la construction de la route. Un accord est trouvé quelques jours plus tard entre l'État et les recourants, menés par l’Association transports et environnement (ATE), afin de débloquer le chantier de la route, bien que juridiquement ces recours ne sont pas suspensifs. L'une des principales mesures de cet accord est le déclassement de la route de Ferney-Voltaire, qu'empruntera la ligne, dans le réseau secondaire et la limitation du trafic de transit afin de le reporter sur la nouvelle route une fois terminée. Le chantier de construction de la route démarre en octobre 2017. Cette extension se voit accordée en septembre 2018 des financements, une partie d'une enveloppe globale de 103 millions de francs, de la Confédération dans le cadre du Grand Genève.

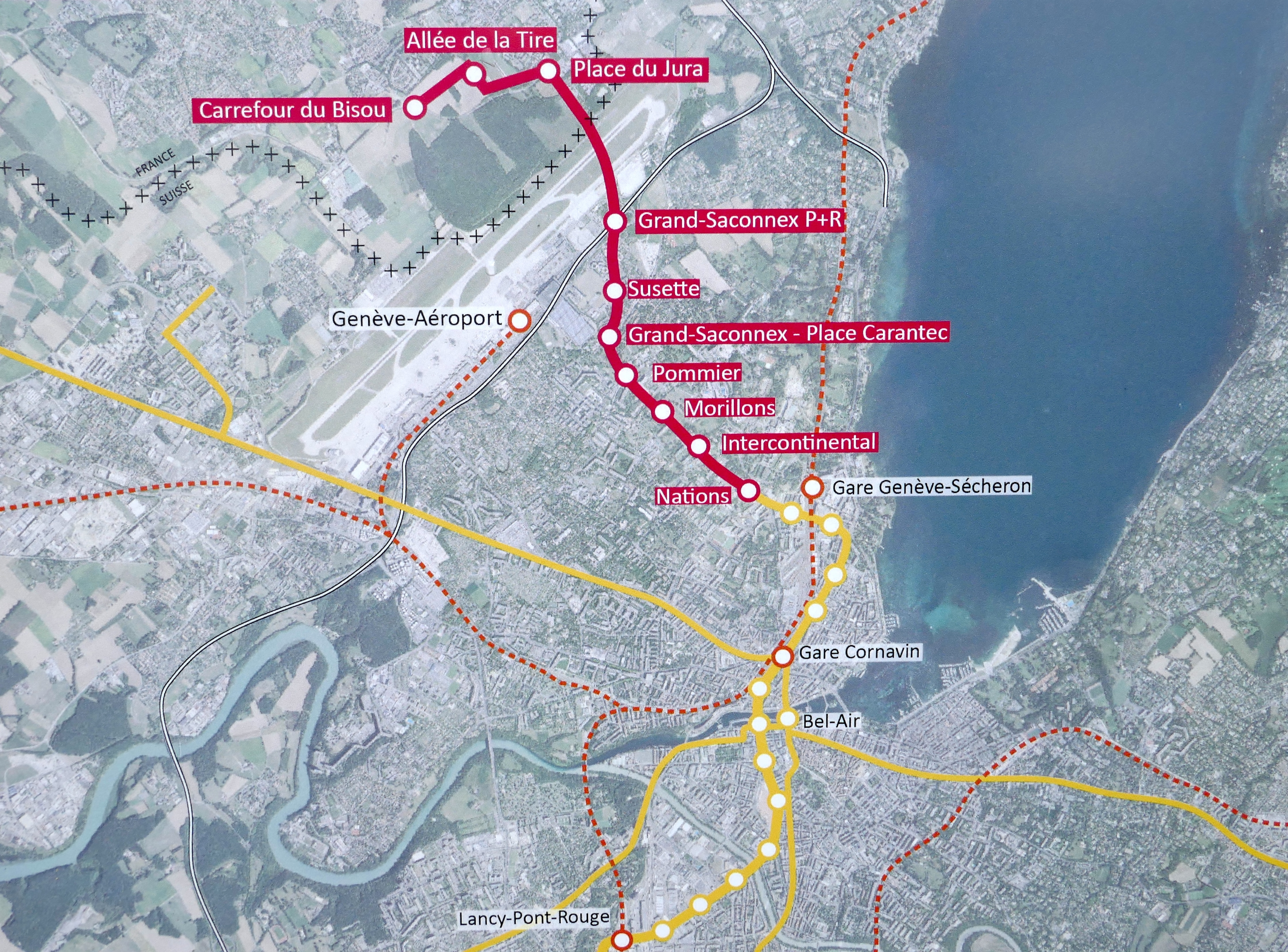
Tracé prévu entre Nations et Ferney-Voltaire.

Les études préliminaires lancées en février 2018 évoquent la réalisation de deux branches, vers l'aéroport et Ferney-Voltaire, et la possibilité de faire circuler des tramways sans ligne aérienne de contact sur une partie du tracé. En 2019, les études priorisent l'extension vers Ferney plutôt que vers l'aéroport jugé suffisamment desservi via la gare et les bus.
En juillet 2021, la Tribune de Genève, relayée par 20 Minutes, révèle qu'une nouvelle ligne 13 serait à l'étude entre Ferney-Voltaire et Bernex, en complément des lignes 14 et 15, via un trajet qui pourrait emprunter le pont Butin en fonction des études qui seront menées à une date encore indéterminée à ce jour.
Cette information est confirmée dans la version actualisée en juin 2022 du plan climat cantonal. L'extension du tramway à Ferney-Voltaire sera intégrée non pas à la ligne 15 mais à la ligne 13 qui sera remise en service sur le trajet Bernex, Pré-Marais - Cornavin - Nations - Grand-Saconnex, P+R - Ferney-Voltaire à l'horizon 2026.
Dans le plan d'actions des transports collectifs 2024-2028 de l'État de Genève, la mise en service de la ligne 13 est prévue à l'horizon 2028. La ligne reliera Bernex, Vailly à Ferney, P+R, avec des terminus intermédiaires à Onex, Bandol et Grand-Saconnex, P+R,.

## Tracé et stations

### Liste des stations prévues en 2028
|  |   |  | Station                        | Coordonnées                 | Zone | Communes          | Correspondances                                           |
|  | - |  | ------------------------------ | --------------------------- | ---- | ----------------- | --------------------------------------------------------- |
|  | ■ |  | Bernex, Vailly                 | 46° 10′ 30″ N, 6° 03′ 44″ E | 10   | Bernex            | • Tramway                                                 |
|  | • |  | Bernex, Hainard                | 46° 10′ 33″ N, 6° 03′ 57″ E | 10   | Bernex            | Tramway                                                   |
|  | • |  | Bernex, Luchepelet             | 46° 10′ 41″ N, 6° 04′ 23″ E | 10   | Bernex            | Tramway                                                   |
|  | • |  | Bernex, Pré-Marais             | 46° 10′ 46″ N, 6° 04′ 42″ E | 10   | Bernex            | Tramway                                                   |
|  | • |  | Bernex, P+R                    | 46° 10′ 42″ N, 6° 05′ 04″ E | 10   | Bernex            | • Tramway                                                 |
|  | • |  | Confignon, croisée             | 46° 10′ 43″ N, 6° 05′ 20″ E | 10   | Confignon         | Tramway                                                   |
|  | • |  | Confignon, La Dode             | 46° 10′ 50″ N, 6° 05′ 40″ E | 10   | Confignon         | Tramway                                                   |
|  | • |  | Onex, Salle communale          | 46° 11′ 00″ N, 6° 06′ 00″ E | 10   | Onex              | Tramway                                                   |
|  | ■ |  | Onex, Bandol                   | 46° 11′ 10″ N, 6° 06′ 26″ E | 10   | Onex              | Tramway                                                   |
|  | • |  | Petit-Lancy, Les Esserts       | 46° 11′ 18″ N, 6° 06′ 50″ E | 10   | Lancy             | • Tramway                                                 |
|  | • |  | Petit-Lancy, place             | 46° 11′ 25″ N, 6° 07′ 09″ E | 10   | Lancy             | Tramway                                                   |
|  | • |  | Petit-Lancy, Quidort           | 46° 11′ 37″ N, 6° 07′ 26″ E | 10   | Lancy             | Tramway                                                   |
|  | • |  | Genève, Jonction               | 46° 12′ 04″ N, 6° 07′ 48″ E | 10   | Genève            | Tramway                                                   |
|  | • |  | Genève, Palladium              | 46° 12′ 10″ N, 6° 07′ 59″ E | 10   | Genève            | Tramway                                                   |
|  | • |  | Genève, Stand                  | 46° 12′ 13″ N, 6° 08′ 26″ E | 10   | Genève            | Tramway                                                   |
|  | • |  | Genève, Bel-Air                | 46° 12′ 17″ N, 6° 08′ 36″ E | 10   | Genève            | Tramway                                                   |
|  | • |  | Genève, Coutance               | 46° 12′ 26″ N, 6° 08′ 32″ E | 10   | Genève            | Tramway                                                   |
|  | • |  | Genève, gare Cornavin          | 46° 12′ 37″ N, 6° 08′ 36″ E | 10   | Genève            | • CFF • Léman Express • Tramway                           |
|  | • |  | Genève, Môle                   | 46° 12′ 48″ N, 6° 08′ 44″ E | 10   | Genève            | Tramway                                                   |
|  | • |  | Genève, Butini                 | 46° 13′ 01″ N, 6° 08′ 52″ E | 10   | Genève            | Tramway                                                   |
|  | • |  | Genève, Maison de la Paix      | 46° 13′ 12″ N, 6° 08′ 44″ E | 10   | Genève            | • Accès à distance à la gare de Genève-Sécheron • Tramway |
|  | • |  | Genève, Collège Sismondi       | 46° 13′ 16″ N, 6° 08′ 29″ E | 10   | Genève            | Tramway                                                   |
|  | • |  | Genève, Nations                | 46° 13′ 19″ N, 6° 08′ 21″ E | 10   | Genève            | Tramway                                                   |
|  | • |  | Genève, Intercontinental       | 46° 13′ 29″ N, 6° 08′ 00″ E | 10   | Genève            |                                                           |
|  | • |  | Grand-Saconnex, Morillons      | 46° 13′ 43″ N, 6° 07′ 41″ E | 10   | Le Grand-Saconnex |                                                           |
|  | • |  | Grand-Saconnex, Pommier        | 46° 13′ 49″ N, 6° 07′ 30″ E | 10   | Le Grand-Saconnex |                                                           |
|  | • |  | Grand-Saconnex, place Carantec | 46° 14′ 01″ N, 6° 07′ 26″ E | 10   | Le Grand-Saconnex |                                                           |
|  | • |  | Grand-Saconnex, Susette        | 46° 14′ 15″ N, 6° 07′ 25″ E | 10   | Le Grand-Saconnex |                                                           |
|  | ■ |  | Grand-Saconnex, P+R            | 46° 14′ 31″ N, 6° 07′ 22″ E | 10   | Le Grand-Saconnex | Parc relais                                               |
|  | • |  | Ferney, Poterie                | 46° 15′ 09″ N, 6° 06′ 57″ E | 250  | Ferney-Voltaire   |                                                           |
|  | • |  | Ferney, La Tire                | 46° 15′ 07″ N, 6° 06′ 32″ E | 250  | Ferney-Voltaire   |                                                           |
|  | ■ |  | Ferney, Bisou P+R              | 46° 14′ 59″ N, 6° 06′ 13″ E | 250  | Ferney-Voltaire   | Parc relais                                               |

Les stations en gras servent de départ ou de terminus à certaines missions.

## Exploitation de la ligne

### Matériel roulant
Ont roulé sur cette ligne jusqu'en 2011, grâce à ses boucles à tous les terminus, aussi bien les matériels unidirectionnels que bidirectionnels du réseau à l'époque, à savoir les Duewag-Vevey DAV (Be 4/6 et Be 4/8) et Bombardier Cityrunner (Be 6/8).
Des essais de divers matériels ont eu lieu au cours de son histoire : entre septembre et octobre 2000, une rame Siemens Combino de démonstration est testée, puis entre 2003 et 2005 ce sont les deux Bombardier Cityrunner du réseau de Lodz en Pologne qui ont roulé sur la ligne.
Une fois remise en service, la ligne devrait être exploitée avec l'aide des tramways bidirectionnels du réseau, à savoir les Bombardier Cityrunner, les Stadler Tango, ainsi que les futurs Stadler Tramlink.

### Tarification
La ligne, dans son organisation d'avant 2011, était située en intégralité dans la zone 10 de la communauté tarifaire Unireso.
Lors de sa remise en service, la ligne sera située sur deux systèmes tarifaires : la zone 10 d'Unireso et la zone 250 du système tarifaire transfrontalier Léman Pass.